# Střítež (Jihlava)
Střítež è un comune della Repubblica Ceca facente parte del distretto di Jihlava, nella regione di Vysočina.